# Phryxe modesta
Phryxe modesta là một loài ruồi trong họ Tachinidae.